# 陈吉宁
陈吉宁（1964年2月4日—），吉林梨树人，生于辽宁省营口市盖平县（今盖州市），中国共产党和中华人民共和国政治人物及环境科学家，副国级领导人，工学博士、教授。现任中共中央政治局委员、中共上海市委书记、上海警备区党委第一书记。
陈吉宁是中共第十九、二十届中央委员，第二十届中央政治局委员。曾任清华大学校长、中华人民共和国环境保护部部长、中共北京市委副书记、北京市人民政府市长。陳吉寧被广泛认为是习近平派系清华大学系成員之一。

## 生平

### 早年经历
陈吉宁早年就读于辽宁省营口市盖县红卫小学（今盖州市实验小学）和盖县完全中学（今盖州市第一高级中学），学习成绩优异。1981年9月，17岁的陈吉宁从盖县完全中学毕业考入清华大学土木与环境工程系学习环境工程专业，成为该校历史上第一个考入清华大学的学生。1984年6月加入中国共产党，1986年7月学士毕业。大五的陈吉宁成为环境工程系设立首届「陶葆楷奖学金」唯一获奖者。同年9月入清华大学环境工程系攻读环境工程专业，1988年10月获硕士学位。
在清华求学时，陈吉宁曾任环境工程系学生团委书记。据邹骥回忆，陈吉宁当时名声在外，既是环境工程系里的第一名，又是学生干部，可谓又红又专。系里老师知道陈吉宁是「81级中最好的学生」。

### 英国留学十年
1988年，公派赴英国布魯內爾大學生物化学系攻读博士学位。1989年7月，转入帝国理工学院土木系，攻读环境系统分析博士学位，1992年11月获博士学位。博士论文题为《活性污泥法的建模和控制：走向一个系统框架》。毕业后擔任帝国理工学院博士後研究員，1994年12月至1998年3月擔任助理研究员。1995至1996年邹骥在伦敦政治经济学院访学期间，两人交往甚多，他们认为环境学科人才仅仅学习经济学或者工程学是不够的，必须进行跨学科培养，形成複合的知识结构，同时受到科学技术和社会科学的训练。

### 清华大学
早在1994年时，郝吉明回忆，清华大学已希望“要把陈吉宁弄回来”。1998年3月，34岁的陈吉宁回到母校清华大学任教，出任环境工程系主管外事的副主任。1999年7月，在郝吉明推荐下，陈吉宁接任清华大学环境工程系主任。陈吉宁当时在系里工作时间不长，但是他有10年的海外经历，对发达国家的教育系统非常熟悉，老师们都对其寄予厚望，认为他能成为推动教学改革的不二人选。

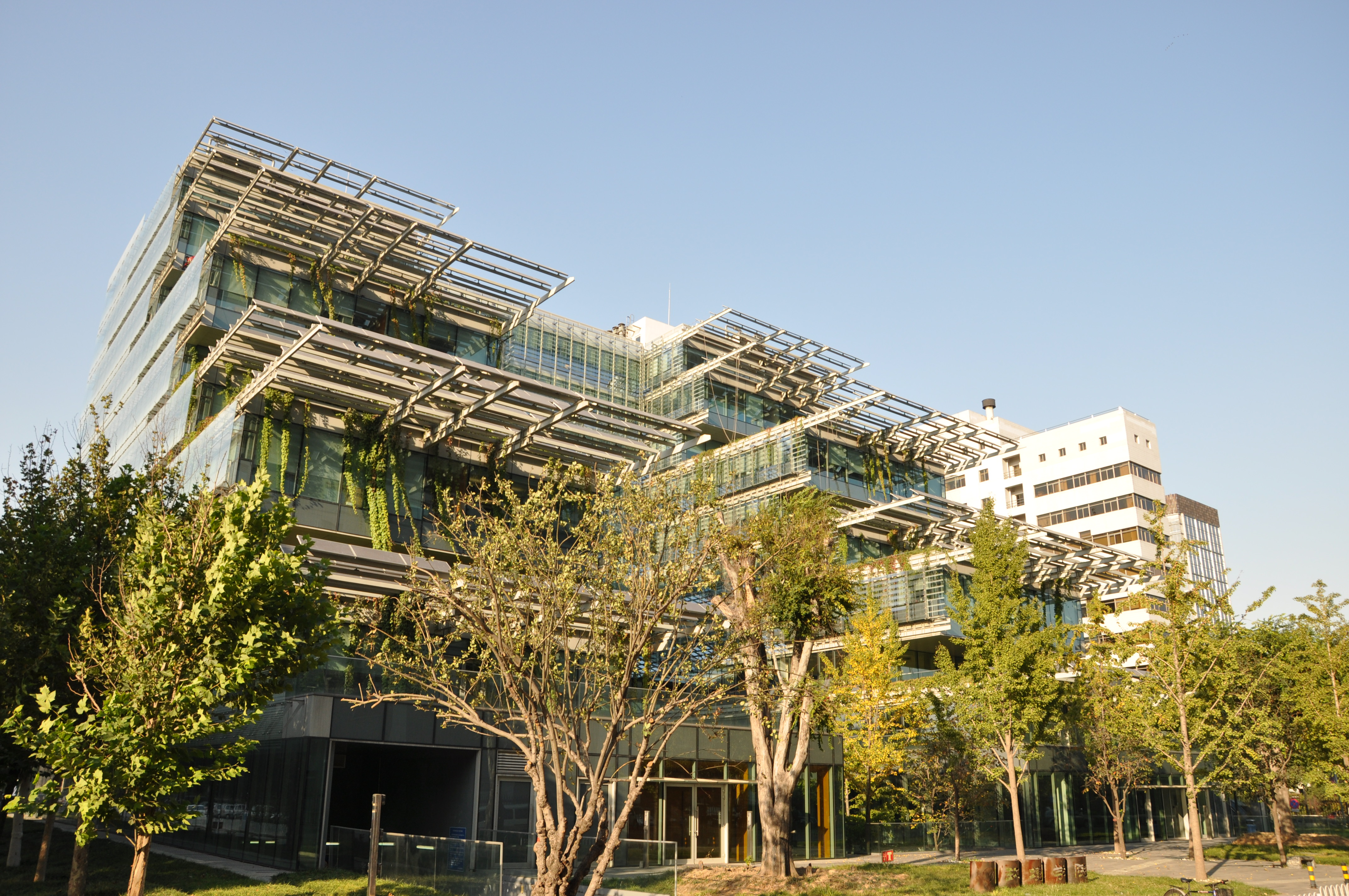
中意清华环境节能楼

上任后，陈感教学实验楼空间狭小，爭取中华人民共和国科技部和意大利环境与领土资源部合作在清華大學建造中意清華環境節能樓，該綠色建築為清華大學環境學院院館。
2006年2月任清华大学党委常委、副校长。2006年9月兼任清华大学学科建设办公室主任。2007年12月任清华大学常务副校长、秘书长。2007至2008年曾在《能源政策》发表多篇关于中国环境问题的论文。任常务副校长期间，环境学院的学生可以选到他讲授的《环境系统建模理论与复杂模型》。
2008年汶川大地震之后，陈吉宁带领团队赶赴灾区，出具安全评估与应对措施的报告。2009年初，环保部决定对五大区域重点产业发展进行战略环评，陈吉宁任项目集成专家组组长，并于2013年下半年提交报告，后获得环保部科学技术奖一等奖。
2010年1月兼任清华大学研究生院院长。2010年1月至2011年7月兼任清华大学深圳研究生院院长。2012年2月任清华大学校长，是1949年以来最年轻的清华校长。由于没有院士身份，在校园内外曾引发不小争议，也有人认为管理水平不能与学术水平等同。
在清华校长就职演讲中，陈吉宁说“大学不仅是传授知识和技能的场所，更是培养人的思想、情感、意志、品质之所在，是铸造灵魂的地方。”2013年，被选为全国人大代表。2014年5月20日，清华大学和以色列特拉维夫大学签署合作协议，共建XIN中心，其目标是立足中国的教育实践、借鉴以色列高等教育的经验，创造中国式的科技创新道路。陈吉宁作主旨演讲。在大学人事改革方面，引进了国际上通行的tenure-track制度。
2015年1月27日，陈吉宁在首届研究生毕业典礼暨学位授予仪式上题为《选择与坚持》的演讲中，提到自己在到访台湾时购得马尔科姆·格拉德威尔的《Outliers》一书，并引用朱镕基学长的语句勉励毕业生“要大胆地试，不要怕失败；你们还年轻，失败了也无所谓”。这是他任清华校长期间最后一次公开活动。任清华校长三年期间，陈吉宁比较低调，会像学生一样骑着自行车在清华园中穿行。

### 环境保护部

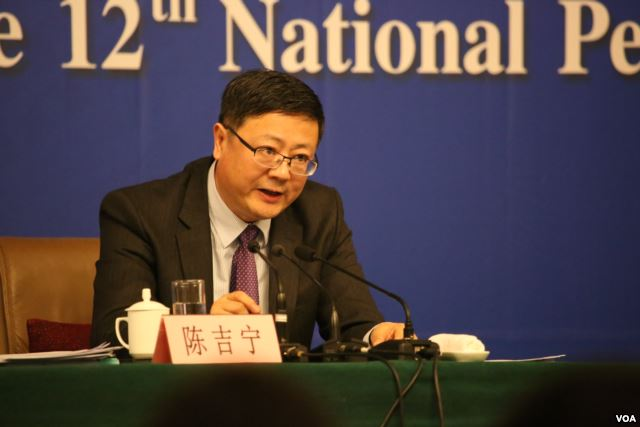
任环境保护部部长期间的陈吉宁

2015年1月28日，中央组织部宣布陈吉宁接替周生贤担任环境保护部党组书记。2月27日，51岁的陈吉宁被任命为环境保护部部长，成为正部级官员，也成为当时国务院各部委中最年轻的部长。
2015年2月28日，柴静指导环保题材纪录片《穹顶之下》首映，引发舆论热议。刚上任的陈吉宁向媒体表示自己完整观看了该片，并“向她表示感谢。她从一个特殊的角度，从公众和健康的视角，唤起公众对环境的关注，值得我们敬佩。”陈吉宁将该片和《寂静的春天》相比，并说“我想这片子也对唤起公众关心环境健康问题起到了重要促进作用，我特别赞赏这件事。”
该片最初在官方色彩濃厚的人民網播出。3月1日，新华网將原題名為《穹顶之下安能呼吸——柴静纪录片引发两会代表委员心中痛点》一文撤稿。3月3日，该片遭中共中央宣传部全面封杀。同日，中共上海市委新聞辦下達機密通告：要求媒体不再报道。公布中宣部封杀令的上海《第一财经日报》职员亦遭开除。3月7日举行的记者招待会上，陈吉宁并没有提及此片，现场记者亦无一人问及此片。有媒体认为陈吉宁在记者会上回避此纪录片，与此前主动向柴静发短信感谢、公开肯定的态度形成差异。

### 北京市
2017年5月27日，陈吉宁被任命为中共北京市委委员、常委、副书记，北京市人民政府副市长、代理市长、党组书记，接替升任中共北京市委书记的蔡奇，成为主政一方的地方大员。2017年6月27日，被免去环境保护部部长职务。2018年1月30日，陈吉宁在北京市第十五届人民代表大会第一次会议上当选为北京市市长。2018年2月24日，当选为第十三届全国人大代表。
在出任北京市长后，陈吉宁还兼任了北京冬奥组委执行主席一职，负责筹办北京冬奥会的相关工作。2018年2月25日，陈吉宁以北京市长的身份出席了平昌冬奥会闭幕式，并从国际奥委会主席托马斯·巴赫手中接过奥运五环旗。陈吉宁任北京市长期间，北京冬奥会在2022年2月举办。

### 上海市
2022年10月23日，58岁的陈吉宁在中共二十届一中全会上当选中共中央政治局委员，晋升副国级，成为党和国家领导人。五天后，陈吉宁接替晋升政治局常委的李强出任中共上海市委书记，并辞去北京市市长职务。澎湃新闻报道，次日上午，陈吉宁“怀着无比崇敬的心情”瞻仰中共一大会址，强调牢记习近平在二十大政治报告中提出的“三个务必”（务必不忘初心、牢记使命，务必谦虚谨慎、艰苦奋斗，务必敢于斗争、善于斗争）。
2023年4月5日，会见中国国民党前主席马英九，为马英九此访第二位（首位为重庆市委书记袁家军）与其会晤的党和国家领导人。4月13日，会见巴西总统卢拉。9月10日，会见委内瑞拉总统尼古拉斯·马杜罗。10月7日，会见美国国会参议院多数党领袖查克·舒默一行。12月1日，习近平考察上海并听取其工作汇报，要求上海强化国际经济中心、金融中心、贸易中心、航运中心、科技创新中心等“五个中心”建设。

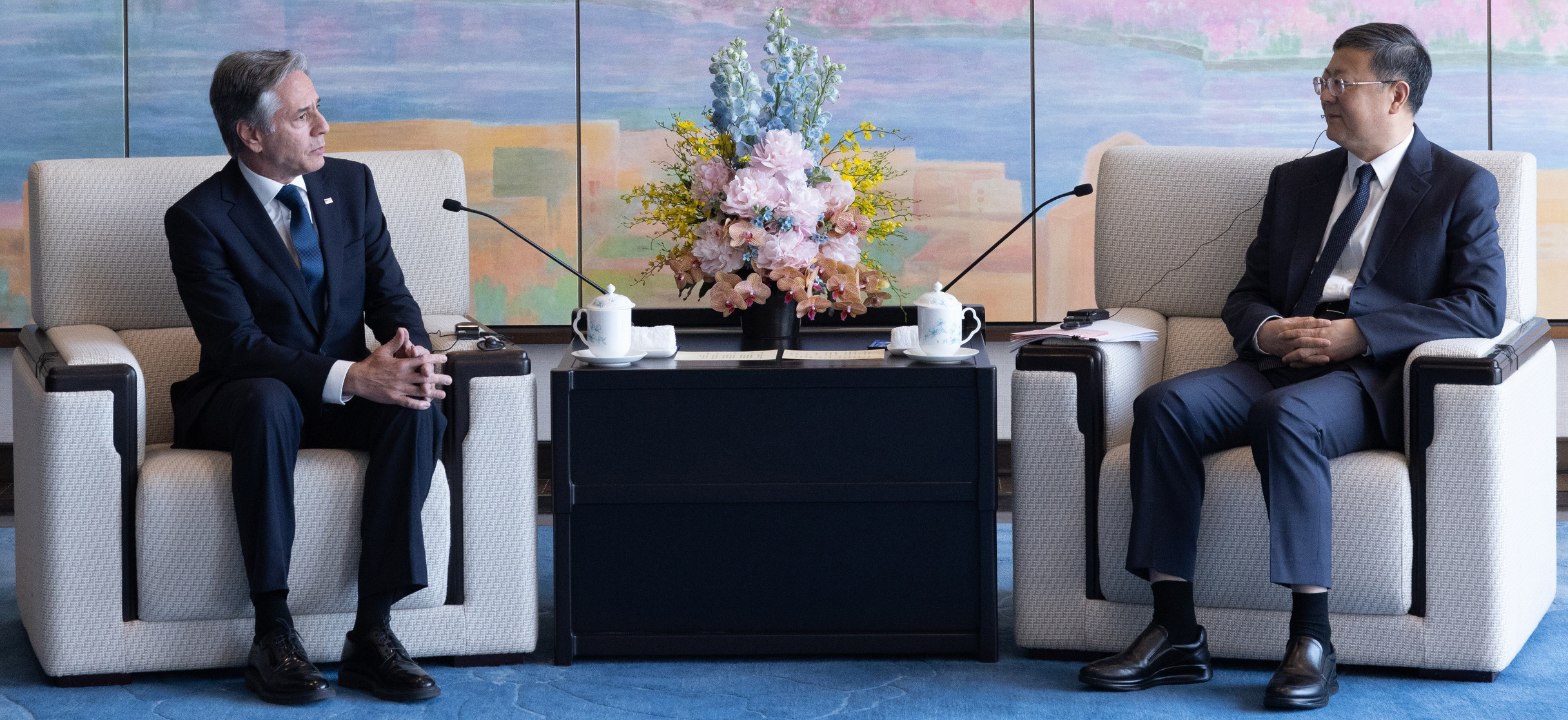
陈吉宁会见布林肯国务卿

2024年4月24日，会见美国国务卿布林肯。11月28日，会见新加坡国务资政李显龙。

## 学术履历
| 时期            | 机构         | 行政职务         | 职称     |
| --------------- | ------------ | ---------------- | -------- |
| 1989.07-1992.11 | 帝国理工学院 |                  | 理学博士 |
| 1992.11-1994.12 | 帝国理工学院 | 博士后研究员     |          |
| 1994.12-1998.03 | 帝国理工学院 | 助理研究员       |          |
| 1998.03-1999.07 | 清华大学     | 环境工程系副主任 | 副教授   |
| 1999.07-2006.02 | 清华大学     | 环境工程系系主任 | 教授     |
| 2006.02-2007.12 | 清华大学     | 副校长           | 教授     |
| 2007.12-2012.01 | 清华大学     | 常务副校长       | 教授     |
| 2012.01-2015.03 | 清华大学     | 校长             | 教授     |

## 家庭
陈吉宁的夫人也是在清华大学环境工程系读的本科，比陈小一届，陈在帝国理工学院任助理研究员时，在帝国理工学院读博士。回国后，在一家国企任高管。陈吉宁履新环保部时，他的夫人于年中转入某高校环境学院任教。

## 荣誉
- 奥林匹克银质勋章（国际奥委会，2022年2月21日于北京颁发[46]）

## 相关人物
- 陈希，原清華大學黨委書記（2002-2008），曾任中共中央政治局委员、中央組織部部長，他是陳吉寧從政升官的伯樂[47]。
- 胡和平，原清華大學黨委書記（2008-2013），文化和旅游部部長，曾與陳吉寧共事。